# Bodemtextuur
De bodemtextuur (in de bodemkunde meestal kortweg textuur genoemd) is de korrelgroottesamenstelling van de grondsoorten. Men onderscheidt de volgende korrelgroottefracties:
- grind en stenen (alle delen > 2 mm)
- zand (63 µm – 2 mm)
- silt of stof (2 – 63 μm)
- klei of lutum (< 2 μm)

## Textuurindeling

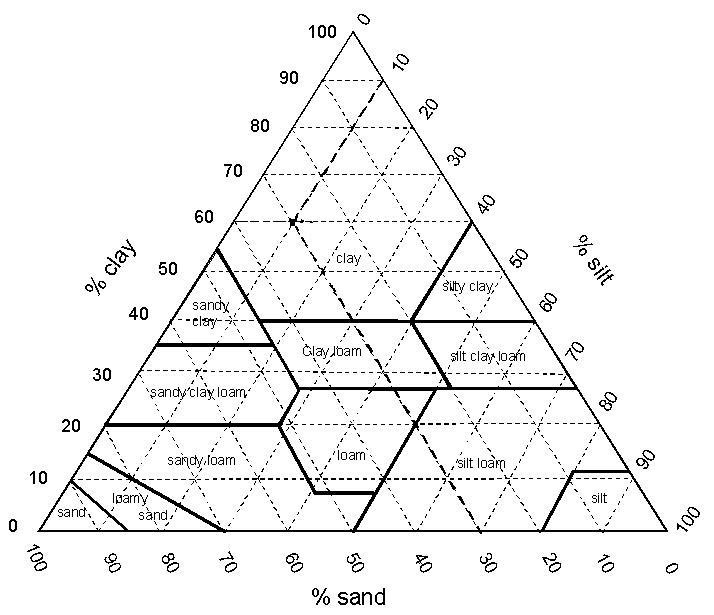
Textuurdriehoek (clay = klei, sand = zand, loam = leem)

### Textuurklassen
Op grond van de textuur wordt de grond in textuurklassen ingedeeld. Deze berust op een indeling van grondsoorten naar hun korrelgroottesamenstelling in massaprocenten van de minerale delen. Voor het bepalen van deze samenstelling voor een specifiek grondmonster maakt men een zeefkromme via standaardzeven.
De Nederlandse textuurclassificatie voor rivier- en zeekleigronden is voornamelijk gebaseerd op het kleigehalte ("lutum"). Voor bodemmateriaal met een kleigehalte < 8% (voornamelijk van eolische herkomst) wordt in Nederland ook gebruikgemaakt van de indeling naar het gehalte aan leem (de fractie < 50 μm). In internationale systemen gebruikt men vaak een andere indeling.

### Textuurdriehoeken
De bodemtextuur kan men bepalen met zogeheten textuurdriehoeken ofwel textuurdiagrammen. Internationaal gebruikt men meestal de textuurdriehoek zoals in de afbeelding hiernaast. In Nederland zijn er drie in gebruik: een voor eolische afzettingen (de 'leem'-driehoek), een een voor niet-eolische afzettingen (de 'klei'-driehoek) en de veendriehoek voor moerige gronden. Zie voor deze driehoeken: Grondsoort in de begrippenlijst van Bodemdata.nl